# Gibraltar Islands
Als Gibraltar Islands werden zwei Inseln in der Themse flussaufwärts der Bourne End Railway Bridge und des Cookham Lock bei Cookham Dean in Berkshire, England bezeichnet.
Die flussaufwärts gelegene Insel ist mit einer Fußgängerbrücke mit dem Festland verbunden. Die Inseln wurden früher für die Aufzucht von Weiden genutzt.
Auf den Inseln gibt es einige Häuser. 2014 wurde dort ein Haus gebaut, dessen Bau vom britischen Fernsehsender Channel 4 für die Serie Grand Designs dokumentiert wurde. Das Haus ist so gebaut, dass sein Fundament wie eine Schiffshülle gestaltet ist, die dafür sorgt, dass das Haus schwimmt, wenn die Insel überschwemmt wird.